# Blink (chanson)
Pour les articles homonymes, voir Blink.
Singles de John Dahlbäck
Everywhere
(2008)
Pistes de Mutants
Everywhere Bingo
Blink est une chanson du DJ suédois John Dahlbäck sortie le 17 décembre 2007 sous le label Universal. La chanson a été écrite et produit par John Dahlbäck.

## Formats et liste des pistes
CD-Single 541 / N.E.W.S. 
1. Blink (Radio Edit) - 3:34
2. Blink (Original Mix)	- 6:15
3. Sting	- 5:49

## Classement par pays
| Classement (2008)                       | Meilleure position |
| --------------------------------------- | ------------------ |
| France (SNEP)                           | 30                 |
| France (Club 40)                        | 4                  |
| Pays-Bas (Nederlandse Top 40)           | 80                 |
| Belgique (Flandre Ultratop 50 Singles)  | 14                 |
| Belgique (Wallonie Ultratop 50 Singles) | 19                 |